# Chaetopteryx cissylvanica
Chaetopteryx cissylvanica är en nattsländeart som beskrevs av Lazar Botosaneanu 1959. Chaetopteryx cissylvanica ingår i släktet Chaetopteryx och familjen husmasknattsländor. Inga underarter finns listade i Catalogue of Life.